# Монгольская империя
Монго́льская импе́рия (монг. Монголын эзэнт гүрэн?, ᠮᠣᠩᠭᠣᠯ ᠤᠨ 
ᠡᠵᠡᠨᠲᠦ 
ᠭᠦᠷᠦᠨ?; Их Монгол улс?, ᠶᠡᠺᠡ 
ᠮᠣᠩᠭᠣᠯ 
ᠤᠯᠤᠰ?; Yeke Mongɣol ulus — «Великое Монгольское государство») — государство, сложившееся в XIII веке в результате завоеваний Чингисхана и его преемников и включавшее в себя самую большую в мировой истории смежную завоёванную территорию от Восточной Европы до Японского моря и от Новгорода до Юго-Восточной Азии (площадь ок. 24 млн км² или 33 млн км²).
В период расцвета включало обширные территории Центральной Азии, Южной Сибири, Восточной Европы, Ближнего Востока, Китая и Тибета. Во второй половине XIII века начался распад империи и закончился в 1269 году, когда каждый из ханов каждого улуса (кроме хана Хубилая, управлявшего ядром империи) объявил себя независимым и все они признали друг друга как независимых ханов отдельных улусов, во главе которых стояли Чингизиды. Крупнейшими осколками Великой Монголии стали Империя Юань, Улус Джучи (Золотая Орда), Государство Хулагуидов (Ильханат) и Чагатайский улус. Великий хан Хубилай, принявший (1271) титул императора Юань и перенёсший столицу в Ханбалык (современный Пекин), претендовал на главенство над всеми улусами. К началу XIV века было восстановлено формальное единство империи в виде конфедерации фактически независимых государств.
В 1368 году Империя Юань перестала существовать, а с этим окончательно перестала существовать и Монгольская империя.

## Название
Название Монгольской империи на среднемонгольском — Yeke Mongɣol ulus; на старомонгольском письме — ᠶᠡᠬᠡ
ᠮᠣᠩᠭᠣᠯ
ᠤᠯᠤᠰ. На тюркском языке — Kür uluγ ulus.
Монголы называли свое государство «мөнгө/мунгу» — «Серебряное» по аналогии с «Железной» киданьской династией Ляо и «Золотой» династией чжурчжэней Цзинь. В китайских текстах «Хэй-да ши-люэ» 1237 года говорится о том, что население Великой Монголии называло своё государство «Великой серебряной династией».

## Становление государства

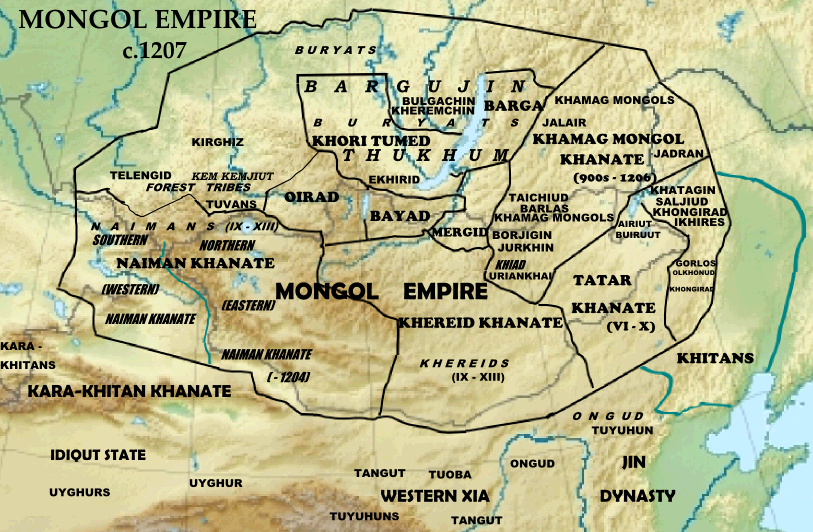
Монгольская империя, около 1207 года

Одержав победы над татарами и кереитами, Темуджин (Чингисхан) занялся упорядочиванием своего народа — войска. Зимой 1203—1204 годов был подготовлен ряд реформ, заложивших основу Монгольского государства.
- Важнейшая реформа касалась реорганизации армии, которая была разделена на тысячи, сотни и десятки. Таким образом совершенствовались управляемость и дисциплина, а главное — искоренялся родовой принцип организации войск. Теперь продвижение по службе определялось личными способностями и преданностью хану, а не близостью к родовой аристократии.
- Темуджин также извлёк уроки из недавней войны, когда ему удалось практически беспрепятственно захватить неохраняемую ставку Ван-хана. Был создан специальный корпус кешиктенов, своего рода личной гвардии хана, который делился на две части: турхаудов — дневную стражу, и кебтеулов — ночную (соответственно 70 и 80 человек).
- Кроме того, было организовано элитное подразделение из тысячи багатуров — лучших воинов, которые получали это почётное звание за боевые заслуги.

Разгром найманов и меркитов и казнь Джамухи осенью 1205 года подвели черту под долгой степной войной. У Темуджина не осталось соперников в восточной части Великой степи, монголы были готовы появиться на арене мировой истории.
В марте 1206 года недалеко от истоков реки Онон собрался курултай, где Темуджин был избран великим ханом и провозглашалось создание Великого монгольского государства. Принцип деления распространялся не только на армию, но и на весь народ. Тысячей, сотней и десятком называлось теперь такое количество населения, которое должно было выставить соответствующее число воинов. «Пусть записывают в Синюю роспись „Коко Дефтер-Бичик“, связывая затем в книги, росписи по разверстанию на части всеязычных подданных». Всё устройство государства подчинялось главной цели — войне.
Что касается новшеств непосредственно в армии, то здесь выделялась ещё более крупная войсковая единица — тумен (десять тысяч). Личная гвардия хана увеличивалась до размеров тумена, в неё включалась тысяча багатуров. Рядовой кешиктен (монг. хишигтэн) по рангу был выше любого командира обычного войскового подразделения, включая тысячника.

### Война с Цзинь
Главной внешнеполитической задачей Монгольского государства являлась война с империей Цзинь. Эта война рассматривалась монголами как священная. С точки зрения монгольского общества война была необходима как акт кровной мести за гибель многих их соплеменников, а особенно за позорную смерть Амбагай-хана. Нужно учитывать и желание Чингисхана отомстить союзникам татар, виновных в смерти его отца Есугей-багатура. Кроме того, великий хан Монгольского государства тяготился положением данника и вассала (пусть номинального) чжурчжэней. Также Чингисхан претендовал на статус Сына Неба, которым на тот момент обладал император Цзинь. Конфликту с Цзинь предшествовала серьёзная военная и дипломатическая подготовка. Были предприняты походы с целью устранения вмешательства в конфликт потенциальных союзников цзиньцев.
В 1207 году на северную границу были направлены два тумена под командованием старшего сына Чингисхана Джучи и военного полководца Субэдэя. Ойраты, кочевавшие на границе леса и степи, добровольно подчинились монголам и даже дали им проводников. Вслед за этим выразили покорность многие лесные племена, в том числе буряты и баргуты. Енисейские кыргызы, обитавшие в районе Минусинской котловины, также не осмелились противостоять монголам. «Они выразили покорность и били государю челом белыми кречетами-шинхот, белыми же меринами да белыми же соболями». Многие сибирские племена, бывшие данниками кыргызов, таким образом тоже подчинялись великому хану. Без борьбы покорив многие народы и обезопасив северную границу государства, Джучи возвратился в ставку отца. «Чингис-хан соизволил сказать: „Ты старший из моих сыновей. Не успели выйти из дому, как в добром здравии благополучно возвратился, покорив без потерь людьми и лошадьми Лесные народы. Жалую их тебе в подданство“».
Сразу после покорения лесных народов направили Субэдэя на западную границу государства, где собирались с силами остатки меркитов во главе с сыновьями Тохтоа-беки и найманы под предводительством Кучлука. В начале 1208 года произошла битва в долине Иртыша при впадении в него Бухтармы, в которой монголы разгромили своих противников. Меркитские царевичи бежали на запад к кыпчакам, а Кучлук — на юг, в Семиречье, где нашёл приют у гурхана кара-киданей Джулху.
На юге Монгольское государство граничило с царством тангутов Западное Ся (Си Ся). Первый поход в тангутское царство был совершён в 1205 году под командой Елюй Ахая. В 1207 году крупная монгольская армия совершила новый поход на тангутов. Было захвачено много скота, в том числе верблюдов, очень ценимых монголами; однако, главная цель похода — приведение южных соседей к покорности — не была достигнута. Монголам не удалось занять ни одной крепости. В связи с этим через два года был организован новый поход, к которому Чингисхан подготовился намного лучше. Осадные орудия, видимо, впервые применённые монголами, позволили им захватить город Урахай и блокировать крепость Имэнь. Дважды разбив тангутов в полевых сражениях, монголы осадили столицу Чжунсин. Вскоре им пришлось снять осаду и отступить, так как воды реки затопили окрестности города. Однако, правитель Си Ся запросил мира и в знак доброй воли выдал за Чингисхана свою дочь. Итоги похода: сильно ослаблен потенциальный противник, захвачена большая добыча; монгольские войска приобрели опыт взятия крепостей и действий против армии китайского образца.
В 1209 году уйгурский идикут (правитель) Баурчук заявил о покорности монгольскому хану. Уйгурия, располагавшаяся на территории Западного края (теперешний Синьцзян), до этого на правах автономии подчинялась хану кара-киданей, которые при этом не вмешивались во внутренние дела уйгурских княжеств, выбравших путь самоизоляции.
В столице Уйгурии был убит кара-киданьский наместник Шукем, а к монголам направлено посольство с выражением желания перейти в вассальную зависимость к монгольскому хану. Чингисхан был доволен таким ходом событий; он провозгласил Баурчука своим пятым сыном и выдал за него свою дочь. В 1210 году Арслан, хан карлуков, обитавших в Семиречье, добровольно признал над собой владычество Чингисхана. 30-тысячное конное войско карлуков включилось в состав монгольской армии. Вскоре примеру Арслана последовал Бузар, правитель Алмалыка.
Монгольское правительство успешно решило все задачи, связанные с подготовкой к войне с империей Цзинь. Были устранены возможные противники и приобретены союзники, получены материальные средства для оснащения армии, которая к тому же приобрела бесценный опыт борьбы с крупным оседлым государством. В то же время международная обстановка складывалась крайне неудачно для цзиньцев, которым приходилось вести войну на три фронта: на юге — с империей Сун, на западе — с тангутами, а внутри страны — с народным движением «краснокафтанников».
В это время умер император Цзинь, новым государем был провозглашён Ваньян Юнцзи. Чингисхан, всё ещё формально остававшийся вассалом цзиньцев, отказался кланяться при получении известия о восшествии на престол нового императора, сказав: «Я считаю императором в Срединной равнине того, кто отмечен Небом. Но ведь этот же является заурядным и робким, как такому кланяться!» Новый цзиньский император вначале хотел объявить монголам войну, однако не решился это сделать. То же самое хотел сделать и Чингисхан, но пришёл к выводу о необходимости сначала лучше подготовить войска — как написано в «Юань-ши»: «Цзиньский посол, вернувшись, всё рассказал. Юнь-цзи рассвирепел, но пожелал выждать, когда государь опять явится с подношениями и тут-то придёт момент его погубить. Государь узнал об этом и потому порвал с Цзинь, увеличил строгости [дисциплины] в войсках, чтобы быть готовыми».

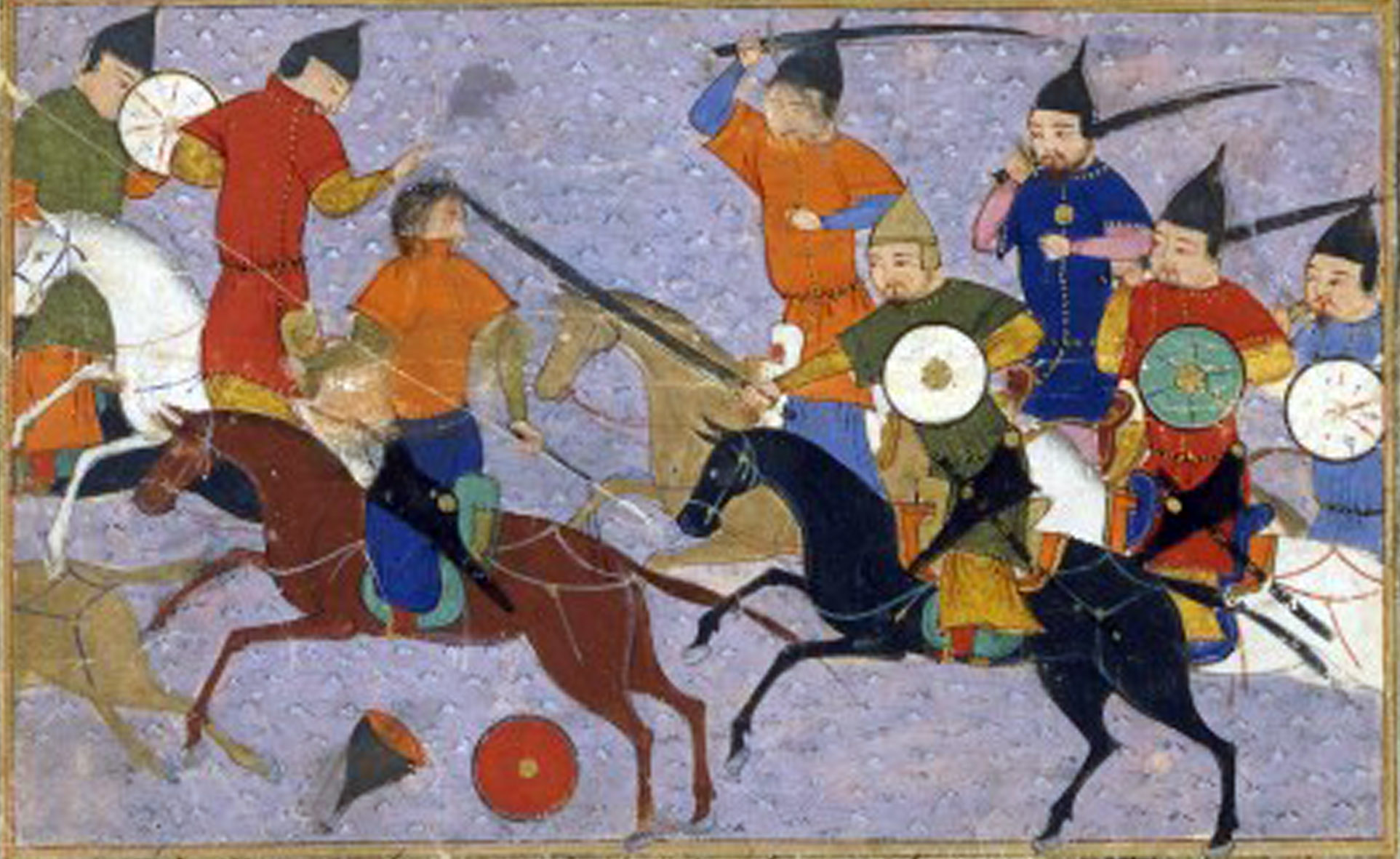
Битва между монголами и китайцами. Миниатюра из рукописи Джами ат-таварих Рашид ад-Дина

С весны 1211 года военные действия в окрестностях заставы У-ша-пу вёл отряд под командованием нойона Джэбэ. Осенью подтянулись основные силы Чингисхана. Взяв несколько крупных городов, монголы получили контроль над цзиньскими владениями к северу от Великой стены и блокировали Западную столицу империи — Сицзин (в современной провинции Шаньси). Корпус Джэбэ, после погрома Восточной столицы Цзинь, присоединился к основной армии. Монгольское войско преодолело Великую стену и возле горного хребта Ехулин разбило крупную чжурчжэньскую армию. Затем через Чабчияльский перевал направился авангард под командованием Джэбэ и занял важную крепость Цзюйюнгуань. Теперь путь к Срединной столице империи Чжунду (на территории современного Пекина) был открыт. Монголы разграбили окрестности города. Однако, понимая, что взять хорошо укреплённую столицу он пока не сможет, Чингисхан приказал армии временно отойти в степь. На обратном пути кидани Елюй Ахая и Елюй Тухуа захватили императорские табуны, чем нанесли серьёзный урон коннице цзиньцев.
Новым фактором, способствовавшим успехам монголов, был переход на их сторону киданьских военачальников с многочисленными отрядами. Особо следует отметить Елюй Люгэ, который в начале 1212 года объявил о восстановлении киданьского государства на отвоёванных землях северо-запада и заключил договор с Чингисханом.
В 1212 году монголы вновь повели наступление на Цзинь: их отряды угрожали Западной и Срединной столицам. Цзиньская армия под командованием Цзюцзиня попыталась прорвать блокаду столиц, но потерпела сокрушительное поражение у местечка Хуанэрцзуй (Цюан-элль-цзуй). Осенью Чингисхан осадил Сицзин и разгромил ещё одну цзиньскую армию, шедшую на выручку столице. Монголы попытались взять город штурмом, однако, случайное ранение стрелой вынудило хана снять осаду и отойти.
К осени 1213 года монголы практически полностью захватили провинции Хэбэй и Шаньдун, а также Ляодунский полуостров на востоке; важнейшая крепость Цзюйюнгуань, переходившая из рук в руки, была сдана киданьским гарнизоном Джэбэ-нойону. Поражения окончательно деморализовали имперское правительство: два чжурчжэньских военачальника вместе с армиями перешли на сторону противника, а военачальник Хушаху убил императора и захватил власть, но вскоре погиб и сам. Тем временем, Мухали дошёл до устья Хуанхэ; все территории к северу от Жёлтой реки оказались в руках монголов. Держались только десяток крепостей и Срединная столица.
Весной 1214 года, после многомесячной осады Чжунду, монгольские полководцы предложили Чингисхану начать штурм, однако хан решил заключить с чжурчжэнями мир. Видимо, его решение было обосновано усталостью армии, изнурённой боями и эпидемией моровой язвы. К тому же до него дошли известия, что на западе активизировался Кучлук, захвативший власть в Кара-киданьском ханстве. Новый император Цзинь последовал совету своего министра: «Всего лучше отправить посланника для заключения мира, и когда войска их обратно уйдут, то придумать новые меры». По условиям мирного договора Чингисхан получил в жёны цзиньскую царевну; чжурчжэни выплатили огромную дань людьми, лошадьми, золотом и шёлком. Монгольская армия, нагруженная добычей, отошла на север.

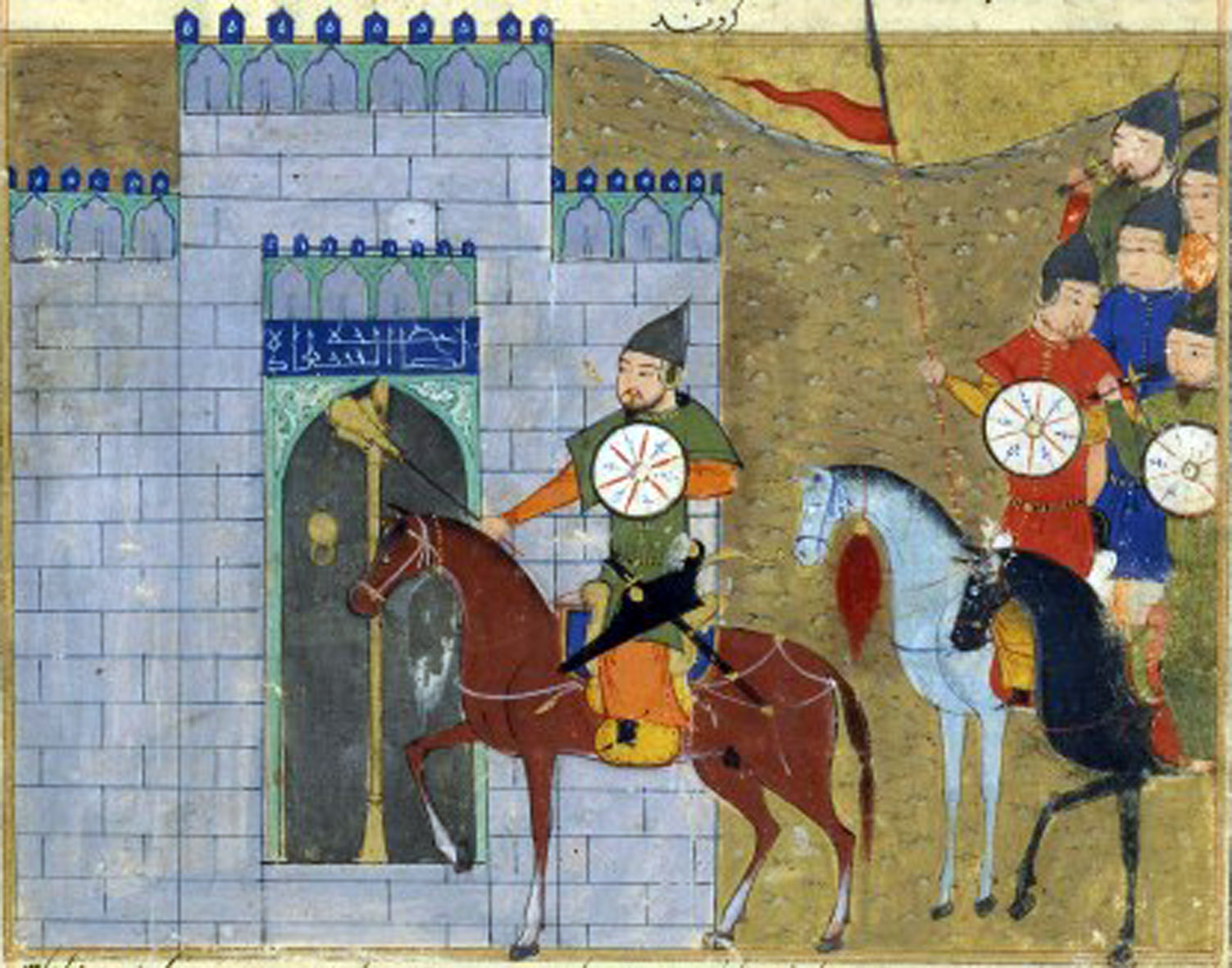
Осада Чжунду. Миниатюра из рукописи Джами ат-таварих

Летом того же года император бежал из Чжунду в Южную столицу Кайфын. Вслед за тем против цзиньцев восстали войска дю, состоящие из народов степного приграничья Цзинь (онгуты, кидани и другие), которые получили приказ об уходе от Чжунду. Этот приказ цзиньского двора об их разоружении и переброске на границу и привёл к восстанию, в которое не преминули вмешаться и монголы. Срединная столица оказалась блокирована войсками дю и примкнувшими к ним частями некоторых китайских феодалов. Чингисхан прислал для контроля над ситуацией корпус под командованием Самухи. Наследнику цзиньского престола удалось бежать из Чжунду на юг, а оборону уже обречённого города возглавил Ваньянь Фусин. К лету следующего года голод в столице достиг таких размеров, что жители были вынуждены заниматься людоедством.
26 июня 1215 года Ваньянь Фусин покончил жизнь самоубийством, войска союзников беспрепятственно вступили в Чжунду.

### Завоевание Средней Азии

Основные военные походы монгольской армии 1207—1227

После покорения основной части империи Цзинь монголы начали войну против Кара-киданьского ханства, победив которое установили границу с Хорезмшахом Мухаммадом ибн Текешем. Хорезмшах Ургенча правил огромным мусульманским Хорезмским государством, простиравшимся от Северной Индии до Каспийского и Аральского морей, а также от современного Ирана до Кашгара. Ещё воюя с империей Цзинь, Чингисхан посылал к хорезмшаху послов с предложением союза, однако последний решил не церемониться с монгольскими представителями и приказал их казнить.
- 1219 — начало завоевания Средней Азии. Пройдя Семиречье, монгольская армия обрушилась на цветущие города Средней Азии. Под ударами войск Чингисхана пали города Отрар и Сыгнак на Сыр-Дарье, Ходжент и Коканд в Ферганской долине, Дженд и Ургенч на Амударье и наконец Самарканд и Бухара. Государство Хорезм рухнуло, хорезмшах Мухаммед бежал, за ним была организована погоня под руководством Джэбэ и Субэдэя.

#### Поход Джэбэ и Субэдэя

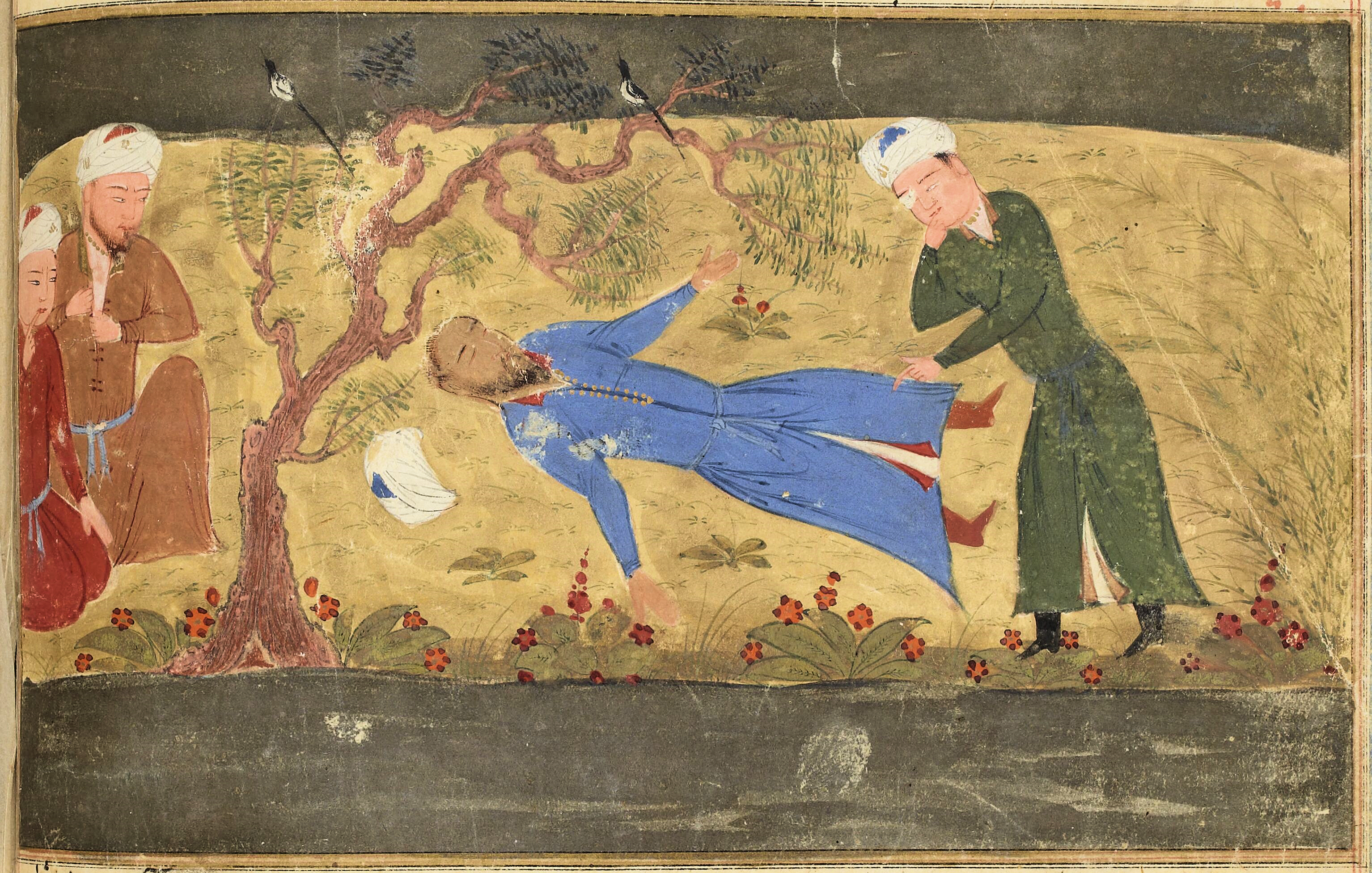
Смерть хорезмшаха Мухаммеда. Миниатюра из рукописи Джами ат-таварих

После смерти Мухаммеда Джэбэ и Субэдэю была поставлена новая задача. Они разорили Закавказье, затем монголам удалось победить аланов, подкупив их союзника — половецкого хана Котяна, которому самому пришлось вскоре просить помощи против монголов у русских князей.
Русские князья Киева, Чернигова и Галича объединили свои усилия для совместного отражения агрессии. 31 мая 1223 года на реке Калка Субэдэй разгромил русско-половецкие войска из-за несогласованности действий русских дружин. Великий князь Киевский Мстислав Романович Старый и князь Черниговский Мстислав Святославич погибли, а Галицкий князь Мстислав Удатный, славившийся своими победами, вернулся домой ни с чем. Во время возвращения на восток монгольское войско потерпело поражение от волжских булгар в районе Самарской Луки (1223 или 1224 год). После четырёхлетнего похода войска Субэдэя вернулись, чтобы присоединиться к главным монгольским войскам.

## Завоевания и реформы при Угэдэе (1229—1241)

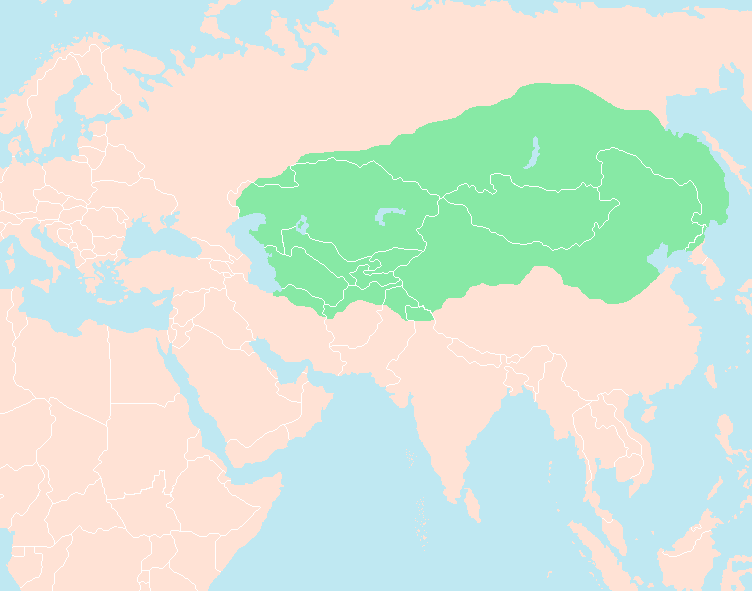
Империя Чингисхана на момент его смерти

В 1229 году, после двухгодичного траура по Чингис-хану, был созван курултай для избрания нового хана Монгольского государства. Несмотря на явно выраженное основателем государства незадолго до смерти желание видеть своим наследником Угэдэя, многие нойоны готовы были провозгласить ханом его младшего брата Толуя, регента. Толуй пользовался огромной популярностью в армии и обладал несомненными талантами правителя и полководца. Однако, в итоге ханом был провозглашён именно Угэдэй, в избрании которого, согласно «Юань ши», сыграл немалую роль авторитет Елюй Чуцая, убедившего Толуя в несвоевременности его воцарения.

### Великий курултай 1235 года
Весной 1235 года в местности Талан-даба был созван великий курултай для подведения итогов тяжёлых войн с империей Цзинь и Хорезмом. Было принято решение вести дальнейшее наступление по четырём направлениям. Направления: на запад — против половцев, булгар и русских и на восток — против Корё (см. Монгольские вторжения в Корею). Кроме того, было запланировано наступление на южно-китайскую империю Сун, а действовавшему на Ближнем Востоке нойону Чормагану направлены значительные подкрепления.

### Западный поход

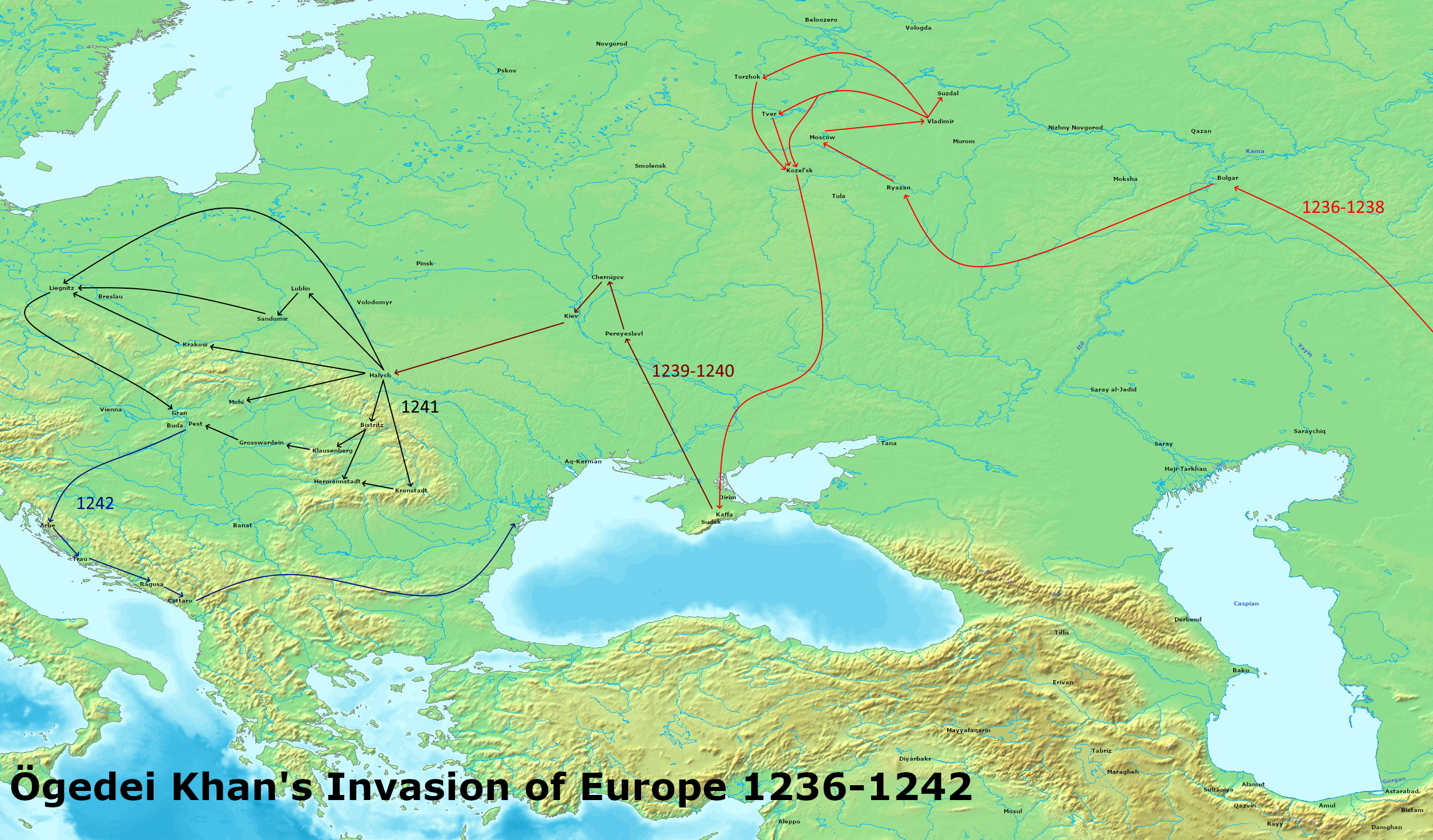
Западный поход монголов 1236—1242

Земли, которые должны были быть завоёваны на западе, предполагалось включить в Улус Джучи, поэтому во главе похода встал Батый, сын Джучи. В помощь Бату был придан опытнейший военачальник Субэдэй, знаток восточноевропейских условий. В дополнение к войскам, полученным Джучиевым улусом по завещанию Чингисхана, Батый получил полномочия формировать новые подразделения из покорённых среднеазиатских тюрок под командованием монгольских офицеров. Кроме того под верховное командование Батыя поступали воинские контингенты от всех монгольских улусов: Байдар и Бури, сын и внук Чагатая, командовали войском Чагатайского улуса, сыновья великого хана Гуюк и Кадан — войском улуса Угэдэя; сын Толуя Мункэ — войском улуса Толуя (коренного юрта). Таким образом, западный поход стал общеимперским мероприятием.
Летом 1236 года монгольская армия подошла к Волге. Субэдэй со своими отрядами подверг разгрому Волжскую Булгарию, а сам Батый в течение года вёл войну против половцев, буртасов, мордвы и черкесов. В декабре 1237 года монголы вторглись в пределы Рязанского княжества. 21 декабря монголами была взята Рязань, после успешной битвы с владимирскими войсками — Коломна, затем — Москва. 8 февраля 1238 года Батыевы тумены в ходе осады взяли Владимир, 4 марта в битве на реке Сить темником Бурундаем были разгромлены войска великого князя Юрия Всеволодовича Владимирского, погибшего в бою. Затем были взяты Торжок и Тверь, началась семинедельная осада Козельска.

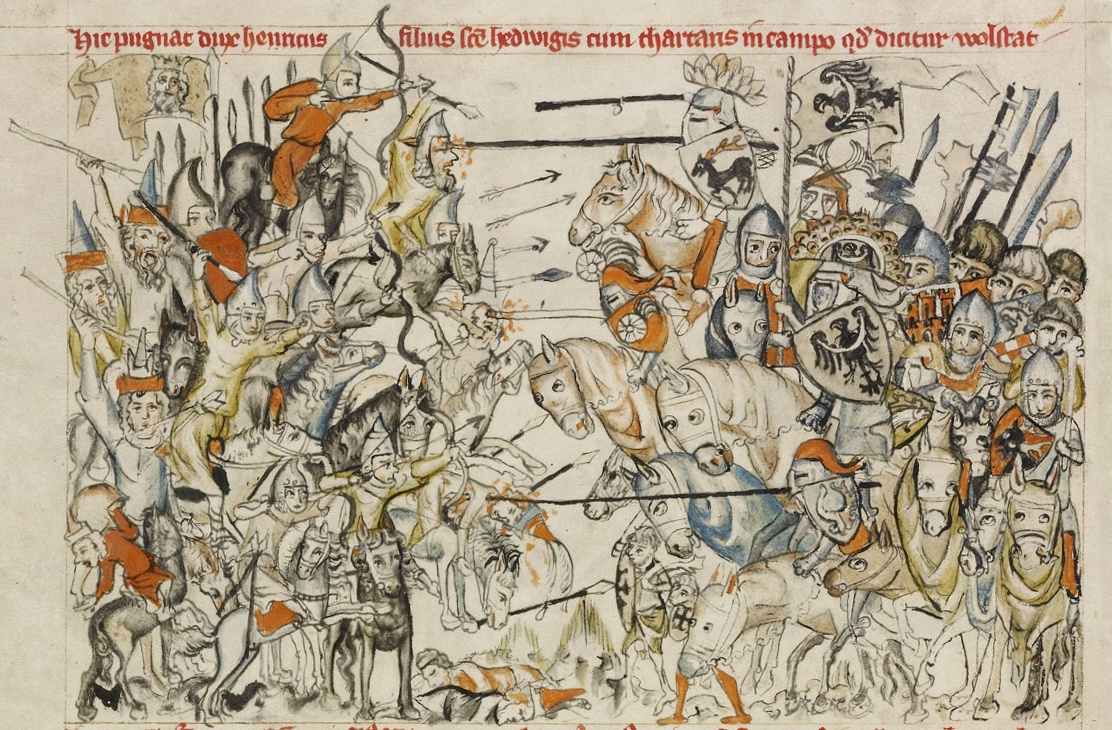
Битва при Легнице между монголами и поляками на средневековой миниатюре

В 1239 году основная часть монгольской армии находилась в степи, в районе нижнего Дона. Малые военные действия вёл Мункэ против аланов и черкесов на Кавказе, Батый — против половцев в степях. Около сорока тысяч половцев во главе с ханом Котяном спаслись от монголов бегством в Венгрию. Были подавлены восстания в Мордовской земле, взят Муром, Переяславль и Чернигов. В 1240 году началось наступление монгольской армии на юг Киевской Руси. Были взяты Киев, Галич и Владимир-Волынский. Военный совет решил вести наступление на Венгрию, давшую приют половцам Котяна. Произошла ссора Батыя с Гуюком и Бури, и те вернулись в Монголию.
В 1241 году корпус Байдара действовал в Силезии и Моравии. Был взят Краков, польско-немецкая армия во главе с краковским князем Генрихом Благочестивым была разгромлена при Легнице (9 апреля). Байдар двинулся через Чехию на соединение с основными силами. В то же время Батый с главными силами монголов разорил Венгрию. Хорватско-венгерская армия короля Белы IV потерпела сокрушительное поражение в битве на реке Шайо. Король бежал в Далмацию, его преследовал отряд Кадана. В 1242 году монголы захватили Загреб, достигли берегов Адриатического моря у Сплита. Тем не менее, попытки монголов напасть на Священную Римскую империю закончились провалами. Несколько их отрядов, пытавшихся закрепиться на территории нынешней Германии, были разбиты. В то же время монгольский разведывательный отряд дошёл почти до столицы Герцогства Австрии Вены, однако, столкнувшись с объединённым чешско-австрийским войском, потерпел поражение и бежал за Дунай. Из-за постоянных стычек с не покорившимися венграми, укрепившимися в многочисленных замках и крепостях, и чешскими ополченцами, провальных осад (в частности, не удалось взять крепость Клис под Сплитом), плохих погодных условий, потери большей части своих войск и из-за голода в Венгрии, Батый решил прекратить неудавшийся поход. Весной он получил из Монголии известие о смерти своего дяди великого хана Угэдэя (11 декабря 1241 года) и принял решение отходить назад в степи через северные земли Сербского королевства и Болгарию.

### Завоевание Анатолии
С 1241 по 1243 год произошло быстрое и довольно успешное завоевание территории Анатолии. Армия сельджуков Румского султаната проиграла монголам в битве при Кёсе-даге в 1243 году. 
15 апреля, 1277 года произошла битва при Эльбистане (на территории современной Турции) между кипчакской кавалерией Байбарса и монгольской армией Хулагуидского Ильханата и их союзников — царей Грузии и сельджукских султанов Рума. Численность монгольских захватчиков, как и армия мамлюков(кипчаки и арабские кочевники) было примерно равным 14 тысяч. Монгольская армия Абага хана потерпела сокрушительное поражение от конницы кипчакских мамлюков, и по сведениям ибн Шаддада потеряла 6770 воинов. Однако, султан Рума Перване был казнён 2 августа, 1277 года Абага ханом после этой битвы, и Румский султанат обратно стал вассалом Хулагуидского Ильханата. Территория Анатолии оказалась под контролем монголов Ильханата вплоть до 1335 года.

## Период междуцарствий (1242—1251)
Несмотря на то, что Угэдэй перед смертью назначил своим наследником внука Ширамуна, вдова хана Дорегене и её сыновья решили посадить на трон Гуюка. Он к этому времени ещё не вернулся из западного похода, и Тэмугэ-отчигин, младший брат Чингиса, предпринял неудачную попытку захватить власть. После возвращения Гуюка долгое время не удавалось собрать на курултай всех князей-Чингизидов. Бату, старший среди потомков Чингис-хана, не спешил явиться в Монголию для возведения на престол своего недруга Гуюка.
Дорегене удерживала власть в качестве регента свыше четырёх лет, бывших периодом глубокого политического кризиса в Монгольском государстве. Преданность князей и нойонов хатун покупала богатыми подарками. Пользуясь слабостью центральной власти, улусные правители и наместники самовольно выдавали пайцзы и выписывали бераты на получение денег.
У Дорегене была приближённая по имени Фатима, захваченная в Мешхеде во время завоевания Хорасана. Она являлась доверенным лицом своей госпожи и многие устраивали дела с её помощью. По совету Фатимы Дорегене приказала арестовать Чинкая и Махмуда Ялавача, высших чиновников государства, однако они смогли найти убежище у сына Угэдэя Годана, наместника Тангута. На место Ялавача был назначен откупщик Абд ар-Рахман. Отстранили от дел и Елюй Чуцая. Сын Махмуда Ялавача Масуд-бек, наместник Туркестана и Мавераннахра, предпочёл искать защиты у Бату.
В августе 1246 года близ Каракорума Дорегене удалось собрать курултай, на котором Гуюк был возведён на престол. Он отменил все распоряжения эпохи регентства, казнил Абд ар-Рахмана и Фатиму. Были восстановлены в должностях Чинкай и Махмуд Ялавач. Хан должен был разобраться со своим главным противником — Бату, и в начале 1248 года армия во главе с Гуюком двинулась к Улусу Джучи. Бату, предупреждённый вдовой Толуя Сорхахтани, выступил с войском навстречу. Однако первая междоусобная война Чингизидов не состоялась. Гуюк неожиданно умер, добравшись лишь до Мавераннахра. Вдова хана Огул-Гаймыш стала после его смерти регентом государства.
Летом 1251 года в Каракоруме Джучиды и Толуиды собрали курултай, чтобы провозгласить великим ханом Мункэ. Для его поддержки Бату прислал своих братьев Берке и Тука-Тимура с войсками. На сторону Мункэ склонились и некоторые из Чагатаидов и Угэдэидов: внук Чагатая Хара-Хулагу, обиженный в своё время Гуюком, и сын Угэдэя Кадан, участник западного похода. Кроме того, Мункэ поддержали сыновья Чингисовых братьев Джочи-Хасара и Хачиуна, а также Урянхатай, сын Субэдэя, обладавшего огромным авторитетом в армии.
Попытка противодействия со стороны Ширамуна провалилась. Мункэ, каган, и Бату, ака (старший в роде), смогли подавить нарождавшуюся династическую смуту. Сразу после победы Мункэ провёл следствие и суд, после которого приказал казнить семьдесят семь человек из числа своих противников — некоторых князей родов Угэдэя и Чагатая и их нойонов, в первую очередь темников и тысячников из их войск. По решению другого суда, была казнена и Огул-Гаймыш вместе с рядом её сторонников. Конфискованные у них владения были разделены между Мункэ и Бату, а также другими Чингизидами, признавшими их власть.

## Продолжение экспансии (1253—1260)

### Ближневосточный поход
- 1253 — Поход монголов против низаритов.

- 1256 — Разгром монголами Низаритского государства. Начало завоевательного похода Хулагу на Ближний Восток.
- 1258 — Взятие монголами Багдада; крушение династии Аббасидов.
- 1260 — Начало монгольского нашествия в Палестину и Сирию. Крупная битва при Айн-Джалуте, закончившийся поражением монголов.

Параллельно с ближневосточным походом началось завоевание Южного Китая, однако, смерть Мункэ в 1259 году отсрочила падение государства Сун. Также в это же время, монголами Золотой Орды был предпринят второй поход в Польшу. В результате которого города Сандомир, Хелм, Люблин, Завихост и Краков были разрушены и разграблены, около 10 тысяч поляков были угнаны в рабство. 

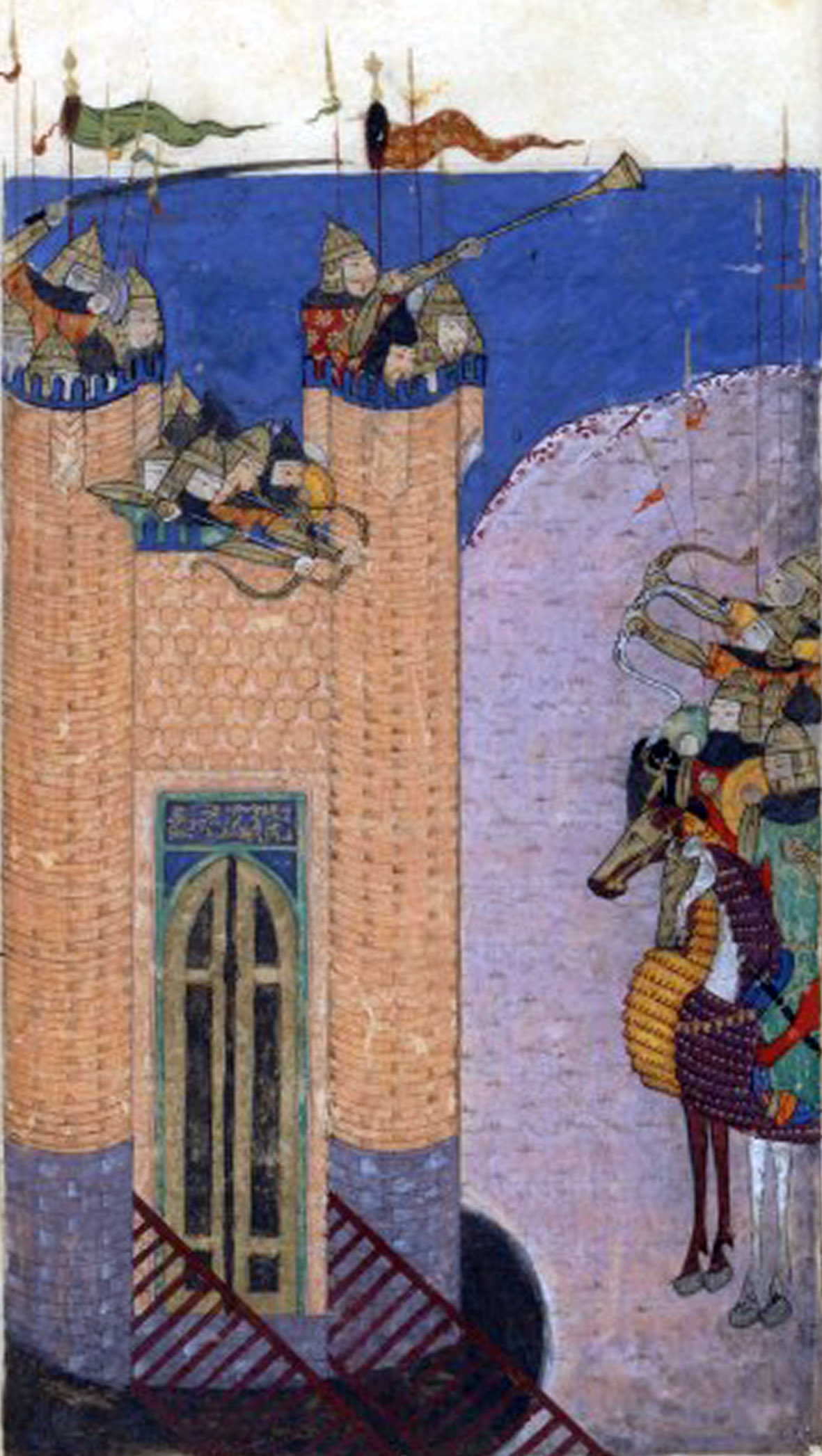
Осада Аламута (1256). Миниатюра из рукописи Тарих-и-джехангуша Джувейни, XV век, Шираз
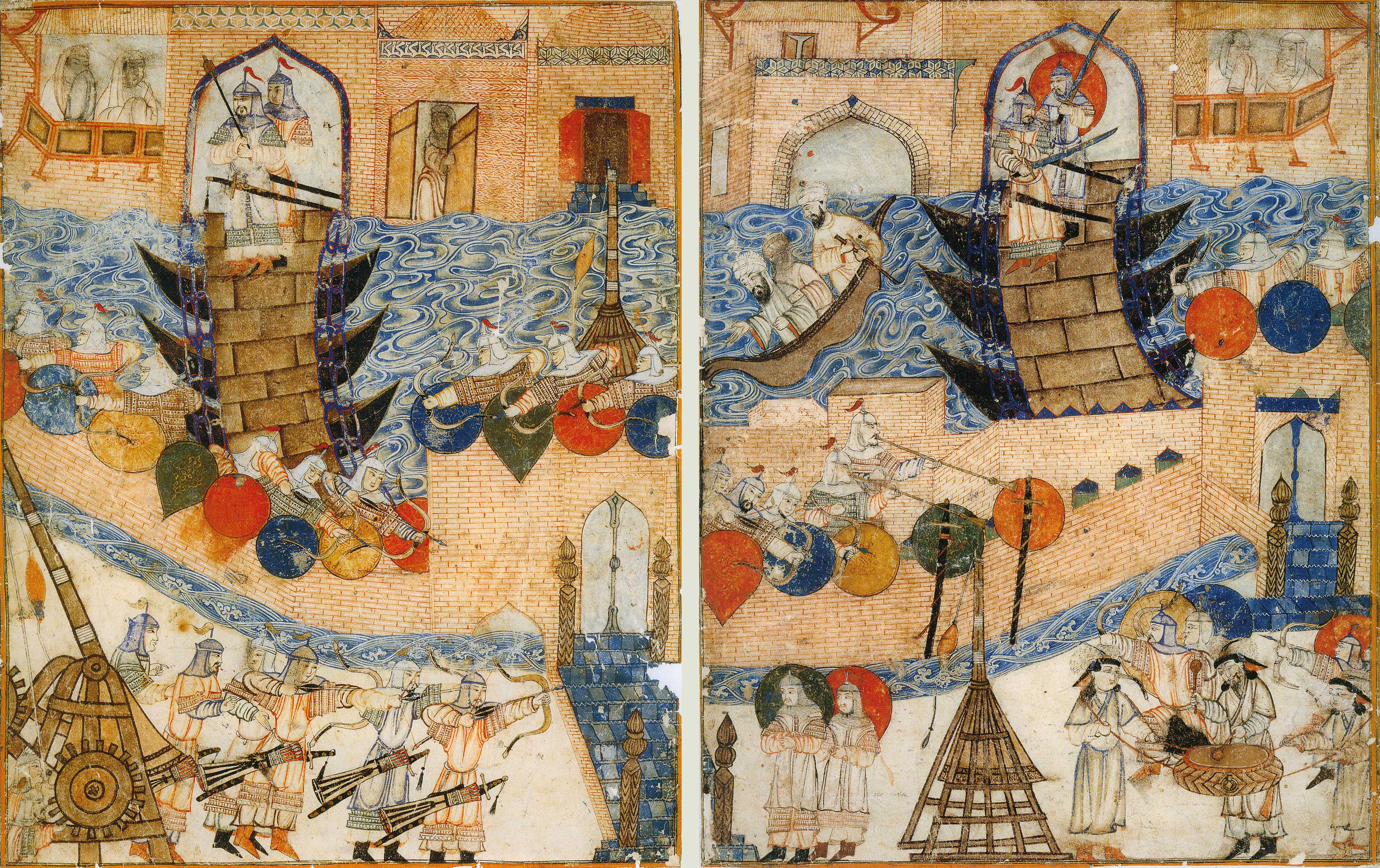
Осада монголами Багдада (1258). Миниатюры из рукописи Джами ат-таварих Рашид ад-Дина, XIV век
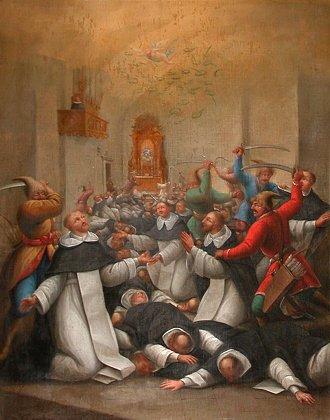
Монгольское вторжение в Польское королевство (1260). Иллюстрация XVII века

## Распад (1259—1269)
Монголы в эпоху империи столкнулись со многими административными проблемами. Это была самая крупная империя, включавшая в себя самую большую в мировой истории смежную территорию. Она простиралась от современных Польши на западе до Кореи на востоке, и от Сибири на севере до Оманского залива и Вьетнама на юге, охватывающих около 33 млн км{\displaystyle ^{2}}(22 % от площади суши) и 1/4 населения Земли (110 миллионов человек, при том, что всего в мире на тот момент жило около 480 миллионов человек).
Обстановка в империи в начале 1260-х отличалась большой напряжённостью. После смерти великого хана Мункэ (1259) развернулась борьба за верховную власть между его братьями Хубилаем и Ариг-Бугой. В 1260 году Хубилай был провозглашён великим ханом на курултае в Кайпине, Ариг-Буга — в Каракоруме. Согласно одной точке зрения, курултай в Шанду был нелегитимным, так как в империи уже был избран великий хан Ариг-Буга согласно монгольскому обычаю минората. Согласно другой точке зрения, оба курултая были нелегитимными, так как на каждом присутствовала только часть Чингизидов, причём не было таких крупных фигур как Берке и Хулагу.
Хулагу, воевавший на Ближнем Востоке, заявил о поддержке Хубилая; правитель Улуса Джучи Берке поддержал Ариг-Бугу. В Булгаре чеканились монеты с именем Ариг-Буги, однако практической помощи Берке ему не оказывал. Одновременно усилился, воспользовавшись смутой, чагатаид Алгу, в 1262 году разбивший войска Ариг-Буги. Он подчинил себе Хорезм, изгнав из всех городов наместников и чиновников Берке. Уничтожение в Бухаре джучидского отряда численностью в 5000 человек также связывается с действиями Алгу. Военные силы Берке были заняты на юге и западе, поэтому он ничего не мог противопоставить Алгу, захватившему и разрушившему важнейший торговый город Отрар.
Уцелевший после казней угэдэидов начала 1250-х Хайду также принял сторону Ариг-Буги, надеясь, что потомки Толуя в раздорах сами приведут свой род к гибели. Когда Ариг-Буга покорился Хубилаю, Хайду не последовал его примеру и решился собственными силами защищать свои права на ханскую власть, которая, как он считал, должна принадлежать дому Угэдэя. Он воспользовался войной между Алгу и Берке. С помощью Джучидов Хайду овладел долиной Эмиля, Тарбагатаем и бассейном Чёрного Иртыша, восстановив часть Угэдэйского улуса. Алгу отправил против Хайду одного из своих военачальников, который был побеждён и убит. Затем Алгу послал одного из царевичей с большим войском, которому удалось победить Хайду. Однако смерть Алгу (1266) помогла ему утвердиться на захваченной территории.
В 1269 году был созван курултай в долине реки Талас. Менгу-Тимур, Борак и Хайду, правители соответственно Джучиева, Чагатайского и Угедэева улусов, признают друг друга суверенными государями и заключают союз против великого хана Хубилая на случай, если он попробует оспорить их суверенитет. Также на курултае были признаны два новых улуса, а именно: улус Хулагу и улус Хубилая. Возникновение которых не имело отношения к завещанию Чингисхана, и не было до этого урегулировано.

## Экспансия Юань
К концу XIII века монголы захватили Среднюю Азию, значительную часть Восточной Европы, Персию, Ирак, Камбоджу, Бирму, Корею и часть Вьетнама. Хубилай к 1279 году сумел включить весь Китай в свою империю Юань. Провозглашая эпоху правления Юань на китайский манер, Хубилай не обозначал границ её применения. Поэтому формально это название относилось ко всей Великой монгольской империи, хотя позже его стали использовать только для удела Хубилая. Хубилай также установил специфические отношения «наставник-покровитель» между монгольским двором и верховным ламой школы Сакья в Тибете.
В 1281 году была предпринята неудачная попытка монгольского вторжения в Японию. Тайфун, названный японцами «камикадзе», то есть «божественный ветер», дважды разбросал монгольско-китайский флот.
В 1292 году монгольские войска вторглись на Яву, чтобы отомстить за послов Хубилая, которых обидел Джаякатванг, правитель Сингасари. Против них выступил Виджая (выходец из бывшей правящей династии Сингасари), он помог защитить Джаякатванга от монголов, а после этого выступил против них и прогнал с острова. Со смертью Хубилая в 1294 году закончилась эпоха монгольских завоеваний и победоносный марш монгольских армий прекратился.

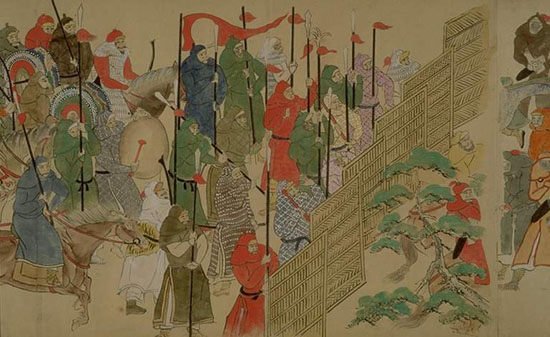
Монгольские воины. Миниатюра из японского «Свитка о монгольском нашествии», 1293 год
Самурай Суэнага атакован монгольскими лучниками. Миниатюра из японского «Свитка о монгольском нашествии», 1293 год
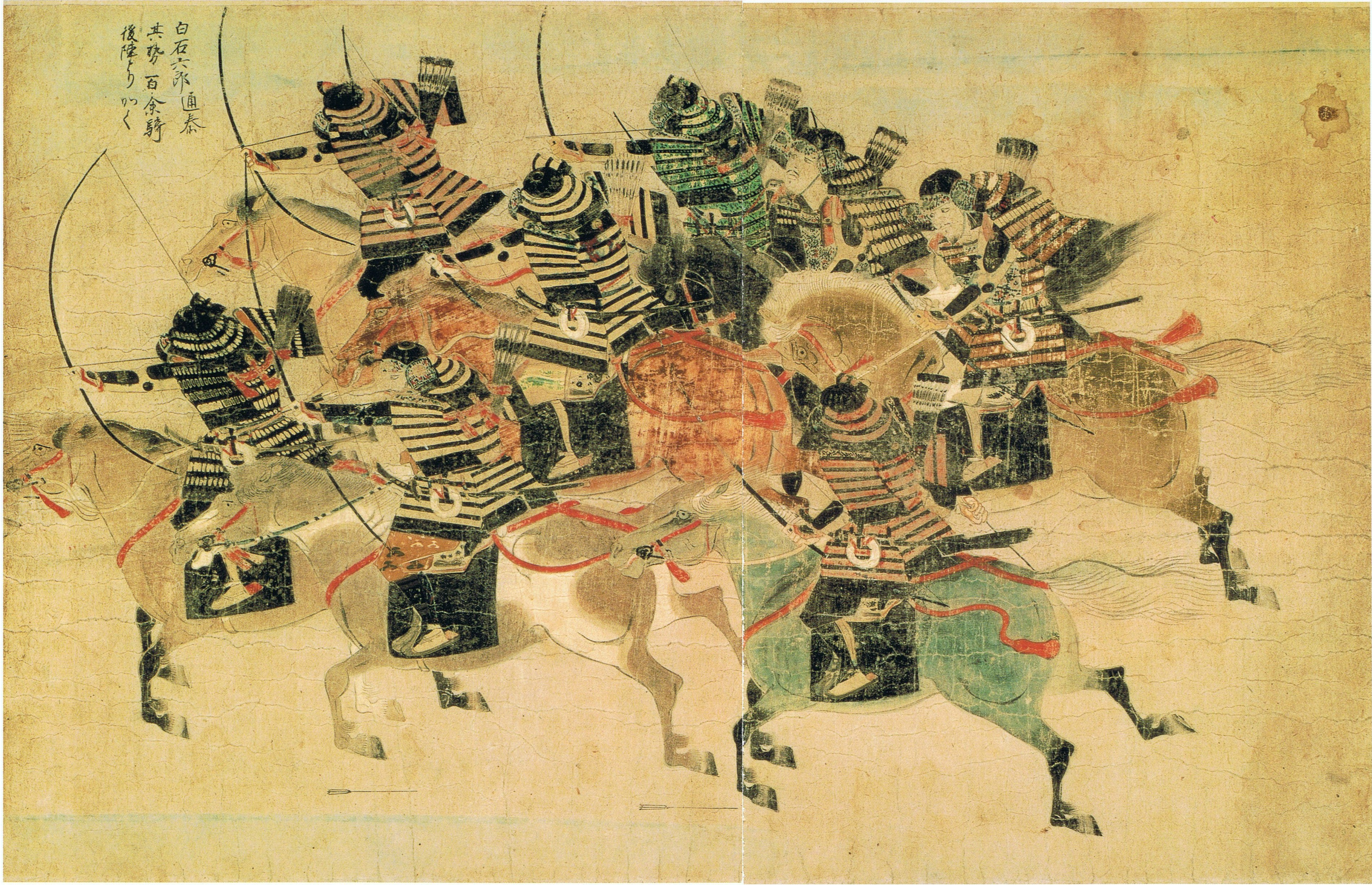
Подкрепление Сираиси Мичиясу. Битва за бухту Хаката. Миниатюра из японского «Свитка о монгольском нашествии», 1293 год
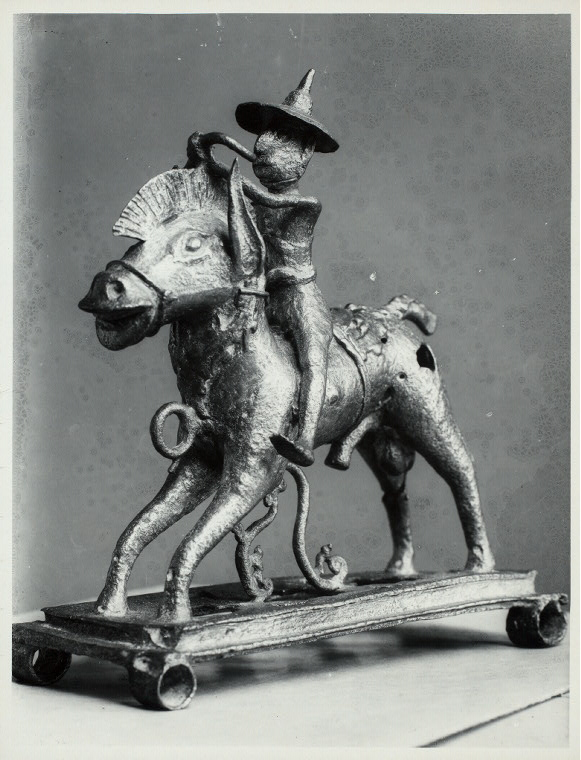
Латунная игрушка из острова Явы, изображающая монгольского всадника

## «Вторая империя»

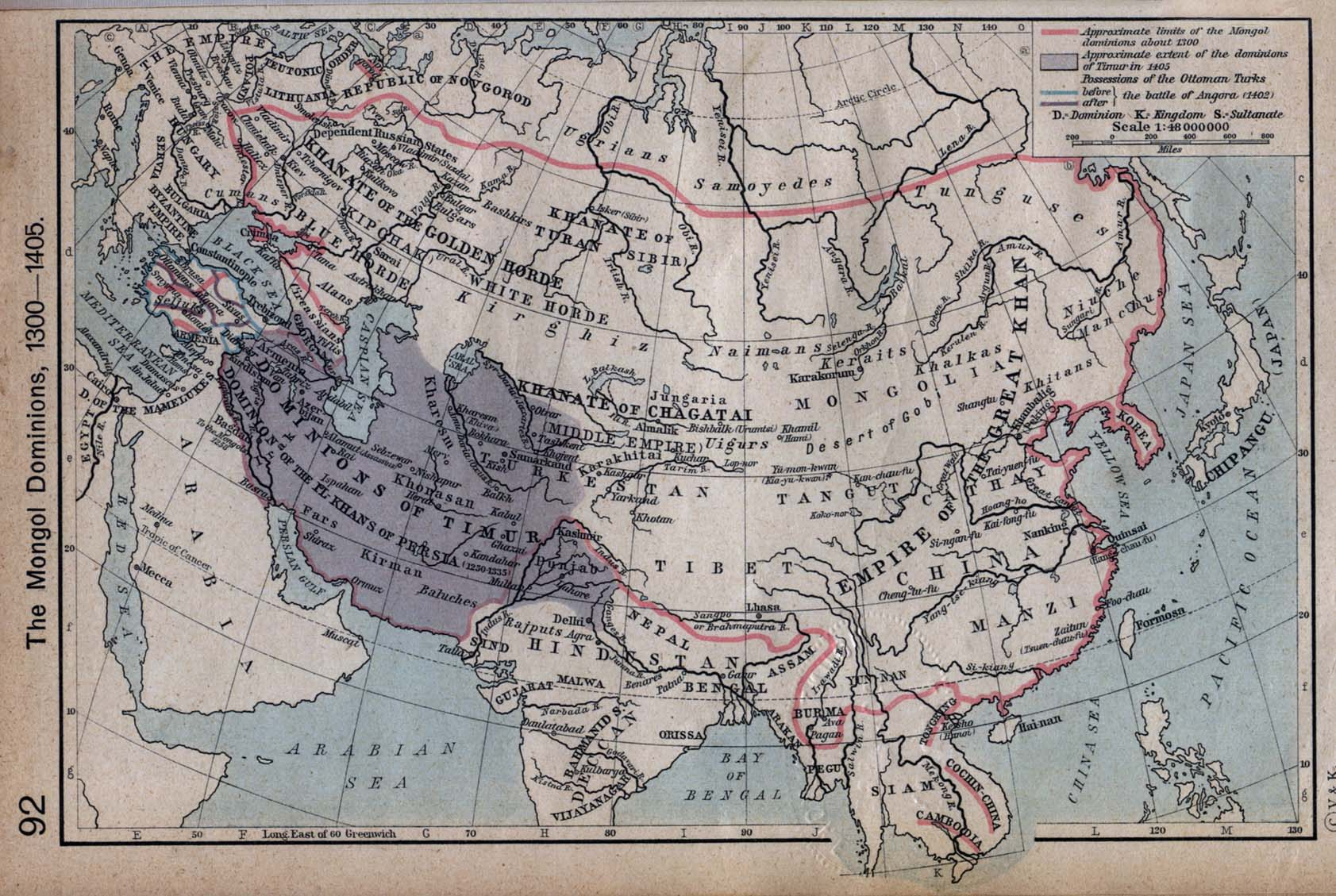
Имперские доминионы (1300—1405)

В 1301 году Хайду, три десятилетия боровшийся с империей Юань, предпринял решающую попытку завладеть Каракорумом, но был разбит войсками кагана Тэмура и вскоре умер. В 1303 году сын Хайду Чапар и чагатаид Дува признали верховную власть Тэмура и договорились разрешать разногласия не военными действиями, а переговорами. В 1304 году послы Тэмура прибыли в Иран, чтобы утвердить нового ильхана Олджейту и сообщить ему об установлении мира между Чингизидами. Тогда же ильхана посетили и посольства Дувы и Хайду. Хан Улуса Джучи (Золотой Орды) Тохта также поддержал соглашение. В 1304 году на специально созванном съезде в Переяславле великий князь Андрей Городецкий, Михаил Тверской, Юрий Московский и другие были извещены посланниками Тохты о новой политической реальности. Монгольская империя была воссоздана в новом качестве — как федерация независимых государств при номинальном главенстве великого хана — императора Юань.

## Падение
В результате междоусобицы и эпидемии Чёрной смерти, в 1335 году в Иране пала династия Хулагуидов. В 1368 году в результате Восстания красных повязок на территории Китая развалилась монгольская империя Юань. Период феодальной раздробленности и междоусобные войны в Средней Азии привели к падению Чагатайского улуса в середине XIV века. С шестидесятых годов XIV века со времён Великой замятни произошли важные политические перемены в жизни Золотой Орды. Начался постепенный распад государства. Правители отдалённых частей улуса приобрели фактическую самостоятельность, в частности, в 1361 году обрёл независимость Улус Орда-Эджена. Тем не менее до 1390-х годов Золотая Орда ещё оставалась более или менее единым государством, но с поражением в войне с Тамерланом и разорением экономических центров начался процесс распада, ускорившийся с 1420-х годов. После смерти хана Кичи-Мухаммеда в 1459 году, Золотая Орда перестала существовать как единое государство.
По версии Льва Гумилёва, хотя хунны, тюрки и монголы весьма разнились между собой, все они оказались в своё время барьером, удерживавшим натиск Китая на границе степей.

## Устройство и управление

### Армия

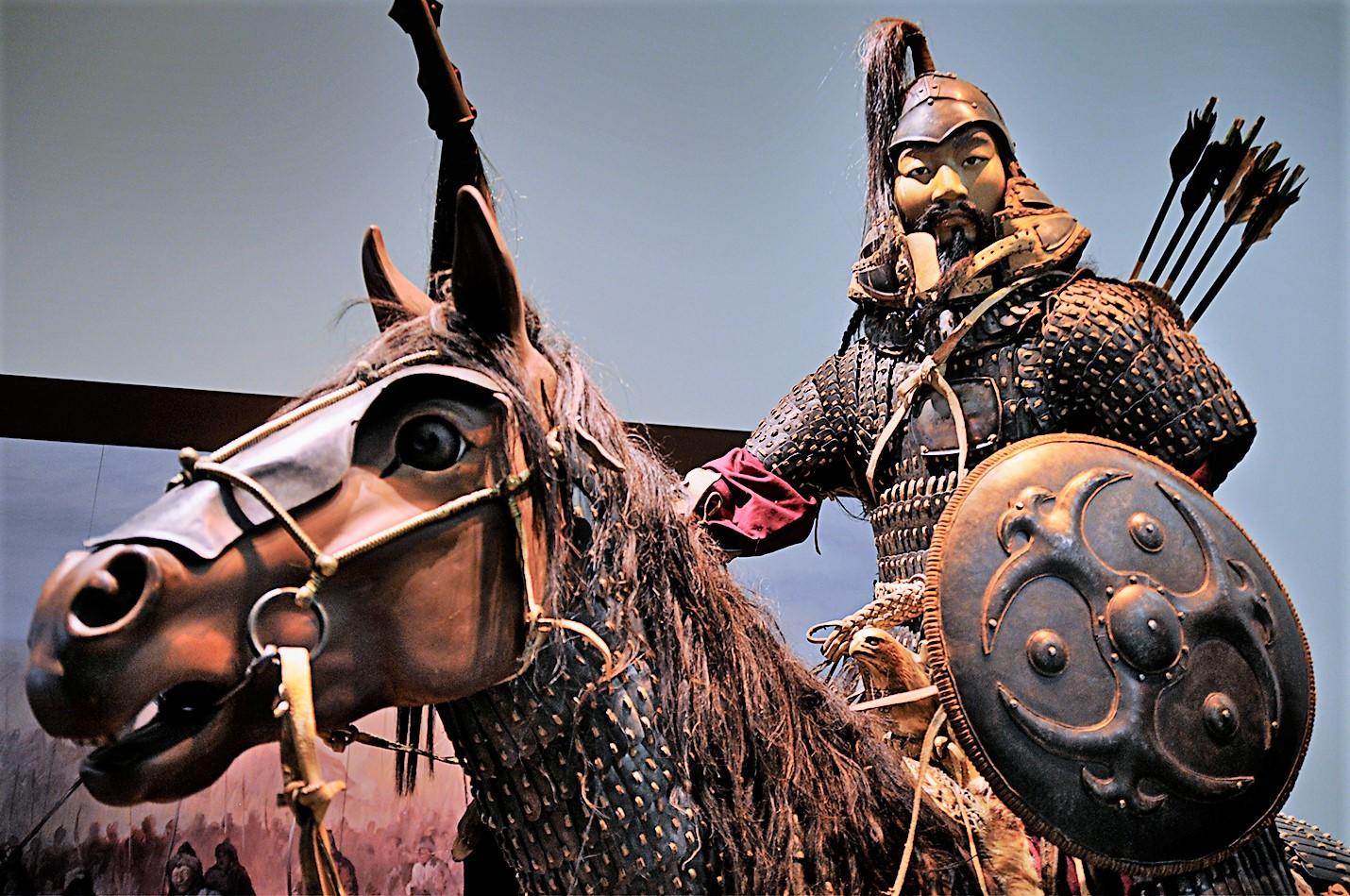
Реконструкция воина времён Монгольской империи

Монгольская армия представляла собой реформированную Чингис-ханом вооружённую организацию степных кочевников, сформировавшуюся под влиянием их повседневного быта, а также военных традиций кочевых и оседлых народов центральноазиатского региона, в частности киданей и чжурчжэней. В первый период существования империи армия служила не только инструментом экспансии, но и важнейшим механизмом управления государством.

### Общественное устройство
Государственное управление в Монгольской империи было тесно связано с военными потребностями и опиралось на традиционную иерархию кочевого общества. В её основу были положены принципы родоплеменного быта — вожди возглавляли род, несколько родов объединялись в племя, племена — в племенные союзы, и т. д. В результате вся система управления носила авторитарный аристократический характер и была неотделима от военной иерархии, строившейся на основе десятичной системы. Роды и племена в зависимости от их численности в случае войн, которые велись практически непрерывно, выставляли конные десятки, сотни, тысячи и т. д. Военно-территориальные начальники — ханы, царевичи, беки, нойоны, багатуры. Армия делилась на десятки, сотни и тысячи, а также на тьму — десять тысяч воинов во главе темника. За каждую провинность каралось всё подразделение.

### Законодательство
Образование Монгольской империи в 1206 году вызвало необходимость выработки общих правовых норм и законодательных уложений для управления государством. Их основу с некоторыми изменениями и кодификацией составили уже действующие в обществе нормы права. Свод законов и установлений получил название «Великая Яса», или просто «Яса» Чингисхана.

Персидский историк XV века Мирхонд в своём труде писал: 
«Он [Чингисхан] хотел обеспечить их [поданных] такой безопасностью и спокойствием, чтобы каждый в пределах его господства мог нести на голове золото без всякой опасности [быть ограбленным] так, как люди носят простые горшки».

### Денежная система
В эпоху Чингисхана в Монгольском государстве был учрежден эквивалент денежной единицы балыш — золотой и серебряный. По данным персидского историка XIV века Вассафа, балыш весил около 2,25 кг. Золотой балыш стоил 2 000 динаров, а серебряный — 10 динаров.

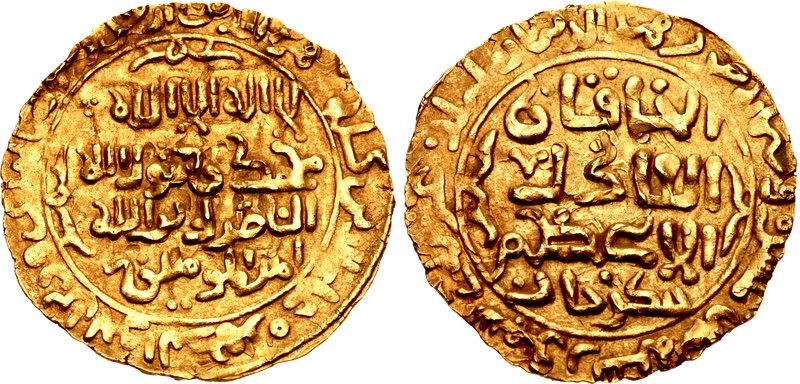
Золотой динар Чингисхана, отчеканенный в Газни, датируемый 1221/1222 г.
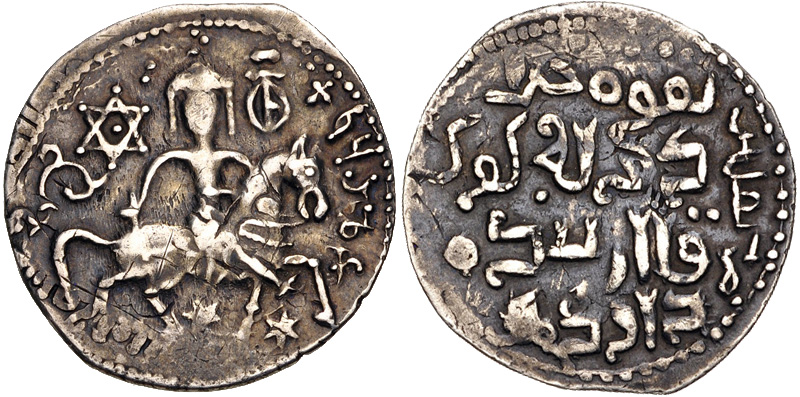
Монета грузинского царя Давида VI Нарина, с изображением сюзерена великого хана Гуюка. Отчеканенная в Тифлисе, 1247 г.

### Почтовая служба
Монгольская почта входит в число старейших почтовых служб мира. История почты монгольского государства ведёт своё начало с XIII века. С возникновением Монгольской империи её правители заложили систему почтовой связи, известную под названием уртонная почта. Датой основания монгольской почты считается 1234 год, а её создателем — Угэдэй. Это была развитая почтовая система, основанная на использовании конных гонцов и очень быстрой передаче посланий с помощью эстафеты. Гонцы были способны доставлять письмо из одного конца империи в другой за две недели, преодолевая в день около 200 км. В древности (XIII век) почтовым гонцам империи Чингисхана выдавалась деревянная, бронзовая, серебряная или золотая пластинка — пайцза (пайса или пайза). Она давала гонцу право на беспрепятственную замену своей уставшей лошади свежей. На пайцзах было начертано изображение летящего сокола или головы льва. Гонцы, имевшие пайцзы от самого хана, могли покрывать в сутки расстояния до 300 км.
Ранняя монгольская почтовая служба была важным звеном в управлении империей, стала в дальнейшем прообразом для русской ямской гоньбы и просуществовала в Монголии в практически неизменном виде до начала XX столетия.

Почтовая служба упоминается в Ясе Чингисхана: 
«Он (Чингисхан) предписал султану (хану) учреждение постоянных почт, дабы знать скоро о всех событиях в государстве».

### Наука

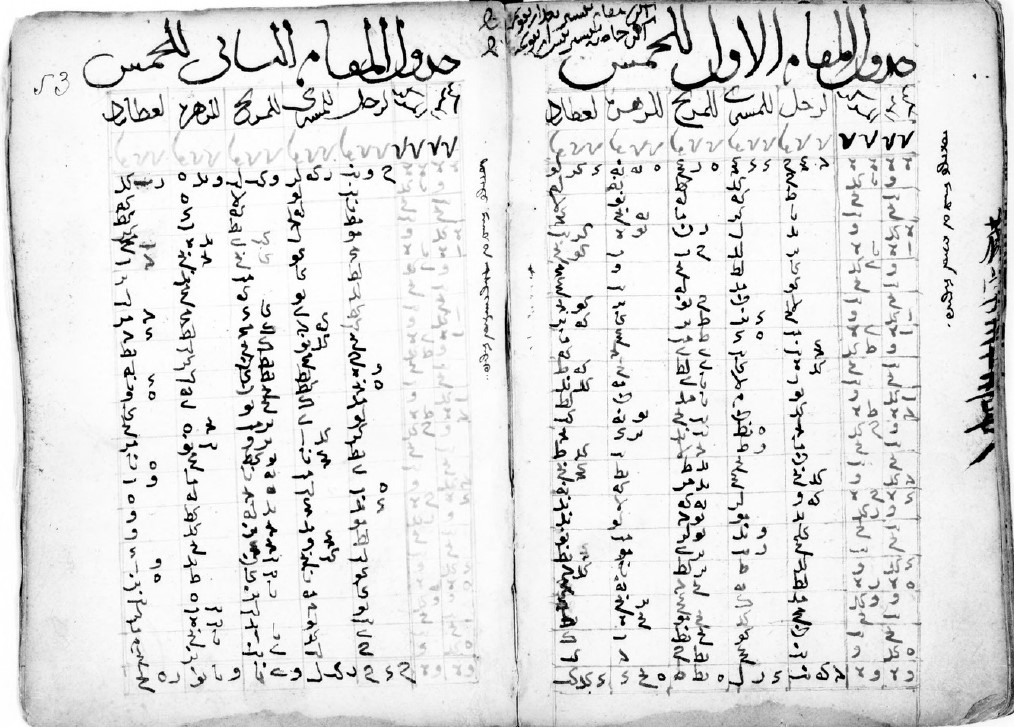
Справочник по астрономии 1363 года с толкованиями на среднемонгольском языке

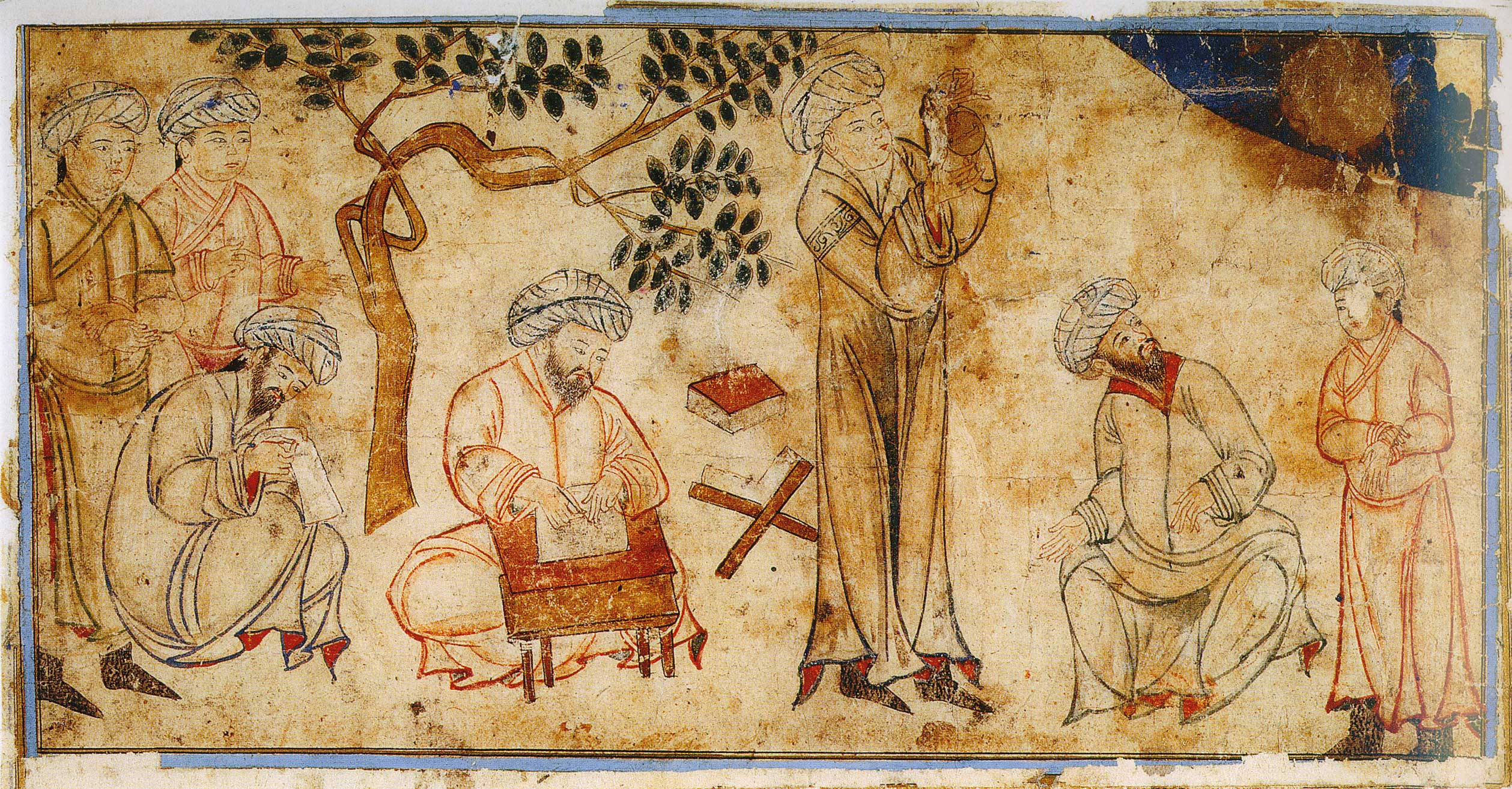
Астрономы и астрологи за работой. Миниатюра из Джами ат-таварих, XIV век

Монгольская империя достигла значительных успехов в науке благодаря покровительству ханов. Роджер Бэкон приписывал успех монголов к завоеванию мира главным образом к их способности к математике.
Астрономия была одной из областей науки, к которой монгольские ханы проявляли личный интерес. Согласно Юань ши, Угэдэй-хан дважды приказывал отремонтировать армиллярную сферу в Чжунду (в 1233 и 1236 годах), а также приказал в 1234 году переработать и принять календарь Дамингли. Он построил конфуцианский храм для Елюй Чуцая в Каракоруме около 1236 года, где Елюй Чуцай создал и отрегулировал календарь по китайскому образцу.
Мунке-хан был отмечен Рашид ад-Дином как самостоятельно решивший некоторые трудные задачи евклидовой геометрии. Позже он обратился к своему брату Хулагу-хану, с просьбой чтобы он прислал к нему астронома Насира ад-Дин ат-Туси. Мунке желал чтобы ат-Туси построил ему обсерваторию в Каракоруме, но этого не произошло так как хан вскоре умер во время похода в Южный Китай. По итогу Хулагу дал Туси право на строительство обсерватории в Мераге в Персии в 1259 году и приказал ему подготовить для него астрономические таблицы за 12 лет, несмотря на то, что ат-Туси настаивал на 30 годах. Туси успешно составил Ильханические таблицы за 12 лет, выпустил исправленное издание евклидовых элементов. Марагинская обсерватория хранила около 400 000 книг, спасенных ат-Туси после осады Багдада и других городов. Там же работали китайские астрономы, привезенные Хулагу-ханом.
Хубилай-хан построил ряд крупных обсерваторий в Китае, а его библиотеки включали трактаты о евклидовой геометрии, принесенную мусульманскими математиками. Чжу Шицзе и Го Шоуцзин были известными математиками в Юаньском Китае. Монгольский врач Ху Сыхуэй описал важность здорового питания в медицинском трактате 1330 года.
Газан-хан, будучи полиглотом, знал четыре языка, включая латынь, построил Тебризскую обсерваторию в 1295 году.
Арабский астрономический справочник, посвященный принцу Радне, потомку Хубилай-хана, был завершен в 1363 году. Он примечателен тем, что на его полях имеются глоссы на среднемонгольском языке.

### Религия
Монголы придерживались шаманизма (тенгрианства). Во времена империи Юань официальной религией был тибетский буддизм традиции Сакья. После распада империи Юань наряду с буддизмом вновь большое значение приобрёл шаманизм. К концу XVI столетия шаманизм был в Монголии вытеснен тибетским буддизмом традиции Гэлуг. В северных таёжных районах Монголии шаманизм сохраняется и поныне, в сочетании с буддизмом. Внук Чингисхана Берке принял ислам благодаря усилиям хорезмского дервиша Сайфуддина Дервиша и стал одним из первых монгольских правителей, принявших ислам. Другие монгольские ханы принимали ислам под влиянием жён-мусульманок. Позднее мамлюкский правитель Бейбарс укрепил связи с Золотой Ордой и пригласил знатных монголов в Египет. Поездка в Египет значительно увеличила количество принявших ислам монголов. К 1330-м годам три четверти верхушки Монгольской империи были мусульманами. Знатная верхушка племени кереитов ещё в начале XI веке приняла христианство несторианского толка. Среди найманов (один из племенных союзов) были распространены также буддизм и христианство. Обе эти религии распространялись в Монголии через уйгуров.
Джувейни сообщает, что: 
«поскольку Чингис не принадлежал какой-либо религии и не следовал какой-либо вере, он избегал фанатизма и не предпочитал одну веру другой или не превозносил одних над другими. Напротив, он поддерживал престиж любимых и уважаемых мудрецов и отшельников любого племени, рассматривая это как акт любви к богу».
 В изложении Ясы от Макризи отмечается, что: 
«Чингисхан приказал уважать все религии и не выказывать предпочтения какой-либо из них».
Первые монгольские правители, многие из которых женились на княжнах из среднеазиатских племён, вроде кереитов, принявших христианство несторианского толка, благоволили к своим христианским подданным и даже заигрывали с Западной Европой и крестоносцами. Не прошло и ста лет, как правители династии Хулагуидов обратились в ислам. Монгольская Золотая Орда на Волге, принадлежавшая к дому Джучи, тоже стала мусульманской, и в результате ислам быстро распространился по степям Руси и Средней Азии. Однако потомки Хубилай-хана в Монголии и Китае стали приверженцами буддизма.

### Население и языки

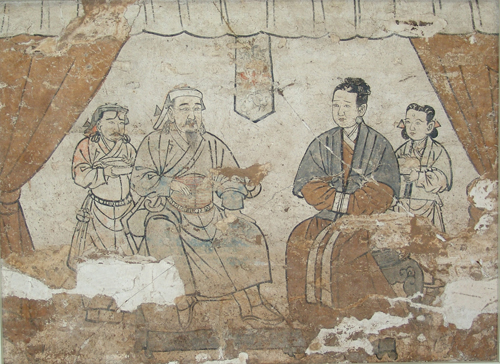
Фреска с изображением монгольской семьи в империи Юань, XIV век

А. П. Григорьев в своей книге «Монгольская дипломатика XIII—XV вв.» заключил, что наиболее важными языками в Чингизидских актах XIII—XV вв. были монгольский, тюркский, китайский, арабский и персидский языки. В документах использовались старомонгольское (основанное на уйгурском), монгольское квадратное, китайское и арабское письма. Джеймс Рассел в своей работе, посвящённой каирской генизе, также описывает словарь арабским письмом, выполненный на арабском, персидском, тюркском, греческом, армянском и монгольском языках. По предположению Рассела, есть основания полагать, что эти шесть языков считались особенно важными и полезными в зените Монгольской империи в 1300-х годах.

## Наследие

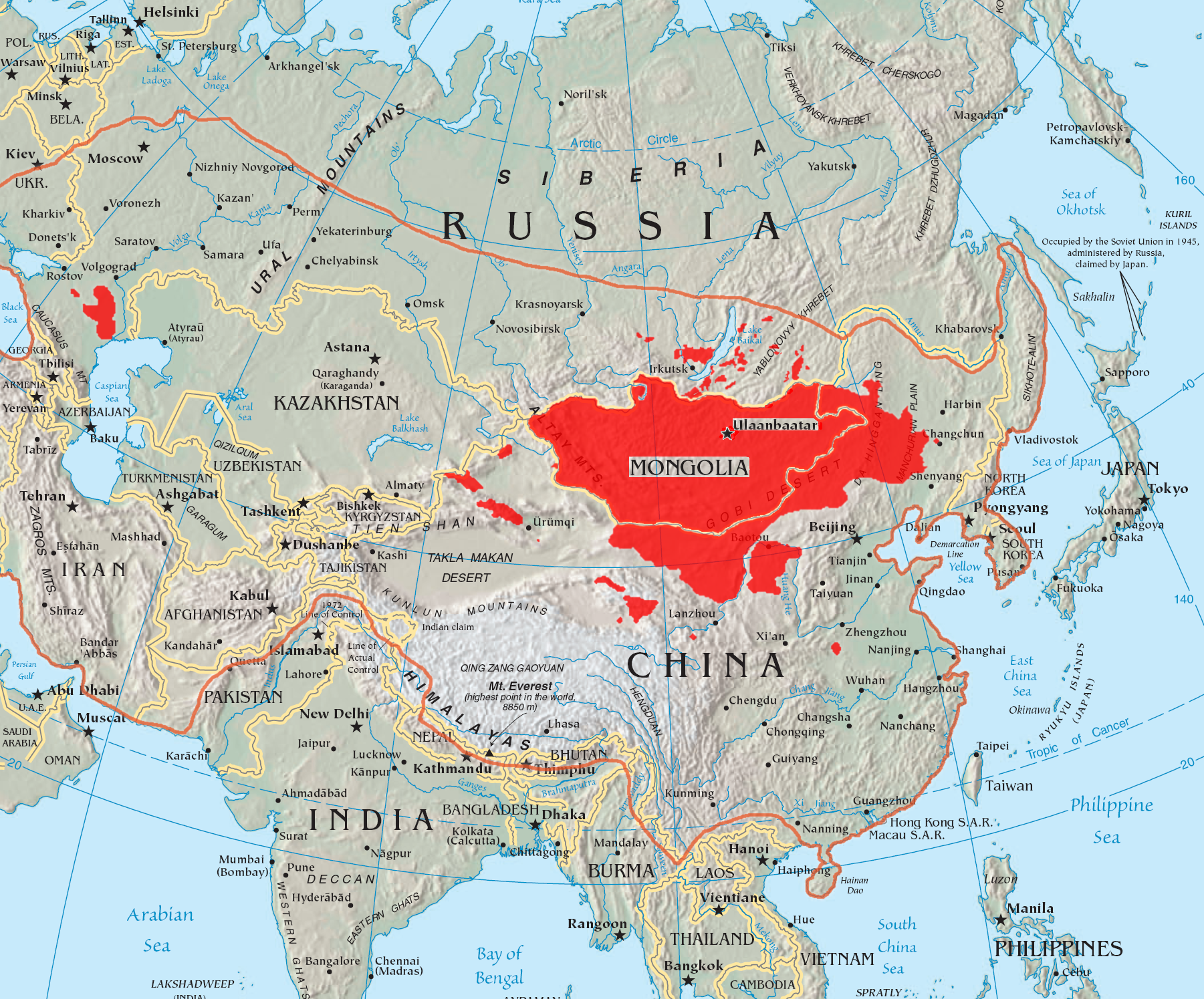
Эта карта показывает границы XIII века Монгольской империи по сравнению с текущим расселением монголов в Монголии, России, Средней Азии и Китае

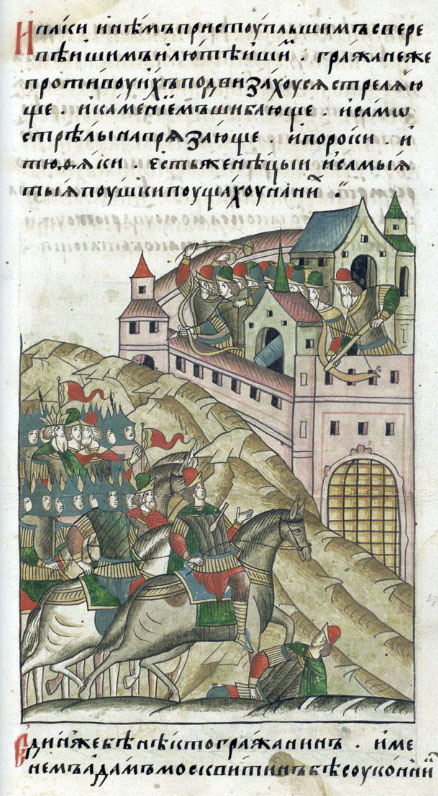
Тохтамыш и армия Золотой Орды начинают осаду Москвы (1382)

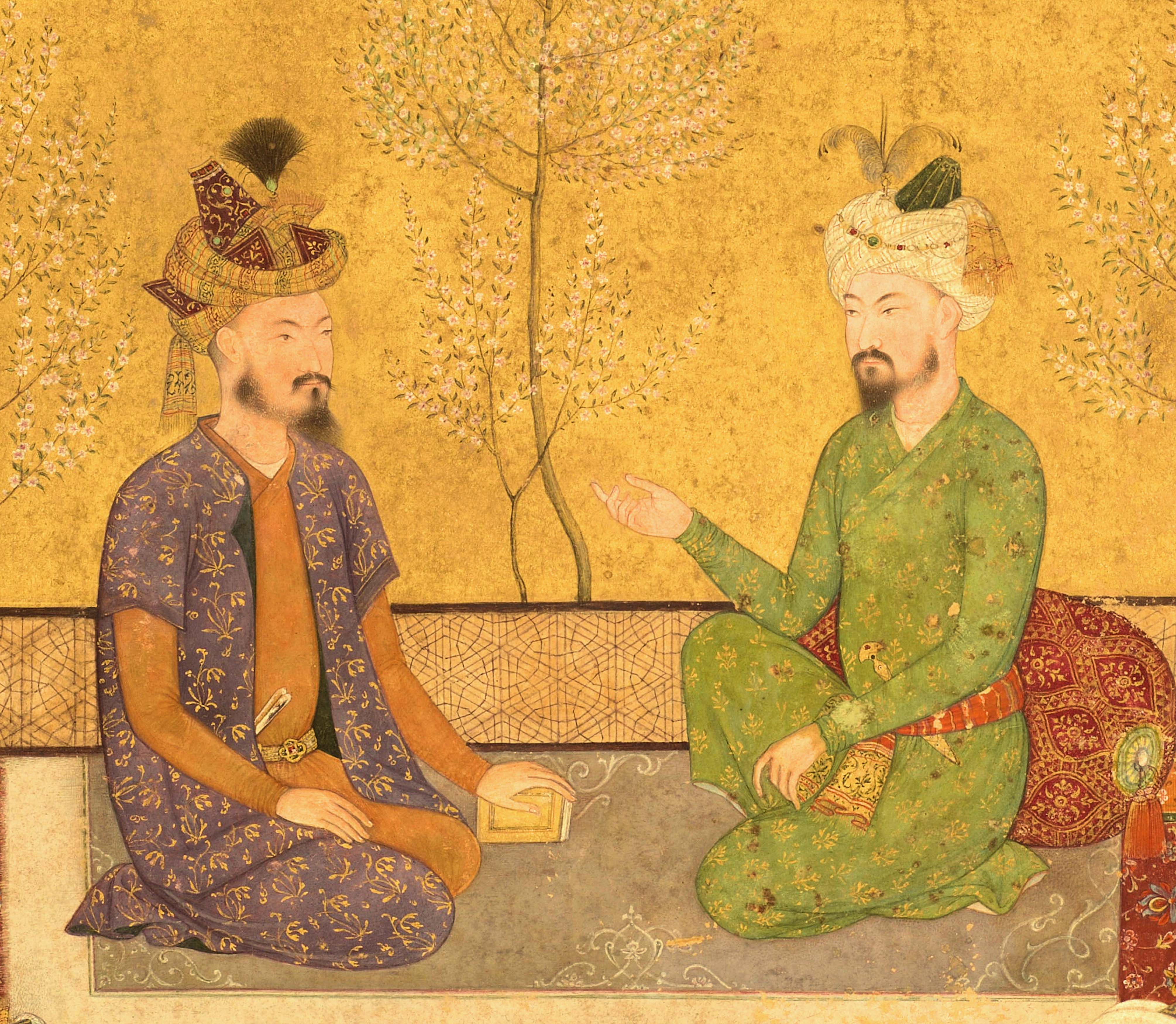
Первый Великий Могол Бабур и его наследник Хумаюн

Монгольская империя, будучи в самом расцвете самой большой империей в истории, существенно повлияла на объединение крупных регионов, некоторые из которых (например, Россия и Китай) остаются едины и по сей день, хотя и в других формах правлений. Монголы, кроме основной популяции, скорее всего, после падения империи были ассимилированы местным населением, и некоторые из этих потомков приняли местные религии, например, жители восточных ханств в значительной степени приняли буддизм, а жители трёх западных ханств приняли ислам, в основном суфийского течения.
По некоторым данным, завоевания Чингисхана привели к беспрецедентному опустошению территорий в подконтрольных географических регионах, и, следовательно — к некоторым изменениям в демографической ситуации в Азии, таких как массовая миграция иранских племён Центральной Азии в современном Иране. Исламский мир также существенно изменился в результате нашествия монголов. Население Иранского нагорья страдало от широко распространившихся заболеваний и голода, в результате которого погибли до трёх четвертей населения (10-15 миллионов человек). Историк Стивен Уорд считает, что население Ирана не смогло восстановить домонгольский уровень до середины XX века.
Невоенные заслуги Монгольской империи включают в себя ввод в системы письменности монгольского алфавита на основе уйгурских символов, который до сих пор используется во Внутренней Монголии.
Некоторые из других долгосрочных последствий Монгольской империи:
- Москве во время татаро-монгольского ига на Руси был предоставлен статус налогового коллектора для монголов. Таким образом, московские князья собирали дань и налоги для монголов, в то время как сами монголы в русских землях бывали редко. Москва в конце концов получила военную мощь, а московский князь Иван III полностью сверг власть завоевателей.
- Некоторые исследования показывают, что чума, которая опустошила Европу в конце 1340-х годов, возможно, путешествовала из Китая в Европу по торговым маршрутам Монгольской империи. В 1347 году порт Каффа (ныне Феодосия), торгового центра на Крымском полуострове, принадлежавший Генуэзской республике, был осаждён монгольским войском под командованием Джанибека. Во время длительной осады, во время которого монгольское войско, как сообщается, страдало от чумы, они решили использовать заражённые трупы как биологическое оружие. Трупы были переброшены метательными машинами внутрь городских стен, заражая жителей[62]. Генуэзские купцы бежали, перенося чуму на своих кораблях на юг Европы, откуда она быстро распространялась. Общее число смертей по всему миру от пандемии оценивается в 75 миллионов человек, по оценкам, 20 миллионов смертей в одной только Европе.
- До монгольского нашествия население территории китайских династий по сообщениям составляло около 120 миллионов жителей; после завоевания в 1279 году, перепись 1300 года сообщала о 60 миллионах человек. Хотя объяснить это значительное снижение исключительно монгольской свирепостью заманчиво, но учёные придерживаются разного мнения относительно этого вопроса. Учёные, такие как Фредерик У. Моте, утверждают, что широкое падение численности населения отражает административное неисполнение обязательства по регистрации людей, а не снижение де-факто. Другие историки, например, Уильям Макнил и Дэвид Морган, утверждают, что бубонная чума была основным фактором демографического спада в течение этого периода.
- Дэвид Николь в книге «The Mongol Warlords», сообщил о «терроре и массовом истреблении тех, кто был против них, это была хорошо проверенная монгольская тактика»[63]. Около половины населения Киевской Руси могло умереть во время вторжения[64]. Тем не менее, Колин МакЭведи («Атлас всемирной истории народонаселения», 1978 ) оценивает снижение населения Киевской Руси с 7,5 млн, до вторжения, до 7 млн впоследствии[63]. Историки считают, что до половины двухмиллионного населения Венгрии были жертвами монголо-татарского нашествия[65]. Историк Андреа Пето приводит показания очевидца, сообщающего, что монголы убивали всех независимо от пола или возраста, и что они находили особое удовольствие в унижении женщин[66].
- Одной из наиболее успешных тактик, используемых монголами, было уничтожение населения городов, которые отказались сдаться. В монгольском нашествии на Русь почти все крупные города были разрушены. Также, для примера, город Хамадан в современном Иране был разрушен, а каждый мужчина, женщина и ребёнок был убит, если не подходил для военных нужд. Через несколько дней после первоначального сноса города Субэдэй послал войско обратно на горящие руины и место резни для того, чтобы убить жителей города, которые отсутствовали на момент первоначальных убийств и вернулись к тому времени. Монгольские войска использовали местные народы и солдат, часто включая их в свои войска. Военнопленным иногда был предоставлен выбор между смертью и подчинением монгольскому войску, чтобы помочь в будущих завоеваниях[67]. В дополнение к тактике запугивания, с расширением империя способствовала прививанию военной выносливости (особенно в морозную зиму), военного искусства, меритократии и дисциплины.

## Правители
| №                                                                             | Хан       | Портрет   | Начало правления | Конец правления | Происхождение         |
| ----------------------------------------------------------------------------- | --------- | --------- | ---------------- | --------------- | --------------------- |
| 1                                                                             | Чингисхан |           | 1206             | 1227            |                       |
| 2                                                                             | Угэдэй    |           | 1229             | 1241            | третий сын Чингисхана |
| 3                                                                             | Гуюк      | без рамки | 1246             | 1248            | сын Угэдэя            |
| 4                                                                             | Мункэ     | без рамки | 1251             | 1259            | сын Толуя             |
| 5                                                                             | Хубилай   |           | 1260             | 1271            | сын Толуя             |
| С 1271 года титул великого хана был унаследован правителями государства Юань. |           |           |                  |                 |                       |

С 1259 по 1264 год, одновременно с Хубилаем правил его младший брат и соперник Ариг-Буга.

### Регенты
- Толуй — младший сын Чингисхана (регент 1227—1229).
- Дорегене (Туракина) — вдова Угэдэя (регент 1242—1246).
- Огул-Гаймыш — вдова Гуюка (регент 1248—1251).